# The Town
The Town kan också syfta på boken med samma namn av Conrad Richter.
The Town är en amerikansk kriminalfilm från 2010 i regi av Ben Affleck, som också medverkar i filmen tillsammans med bland andra Jon Hamm, Rebecca Hall och Jeremy Renner, som fick en Oscarsnominering som bästa manliga biroll för sin insats.
Filmens manus bygger på romanen Prince of Thieves av Chuck Hogan.

## Handling
De fyra vännerna Doug, Jem, Gloansy och Dez från Bostonstadsdelen Charlestown rånar en bank. De tar chefen, Claire Keesey, som gisslan, men släpper henne senare oskadd. När de får veta att Claire bor j deras eget närområde, blir de oroliga, trots att de alla var maskerade under rånet. Doug börjar följa henne för att ta reda på hur mycket hon har berättat för myndigheterna, och för att se till att Jem inte eliminerar henne som vittne. Snart börjar en romans växa mellan dem, vilket Doug döljer för gänget.

## Rollista
- Ben Affleck - Doug MacRay
- Jon Hamm - Agent Adam Frawley
- Rebecca Hall - Claire Keesey

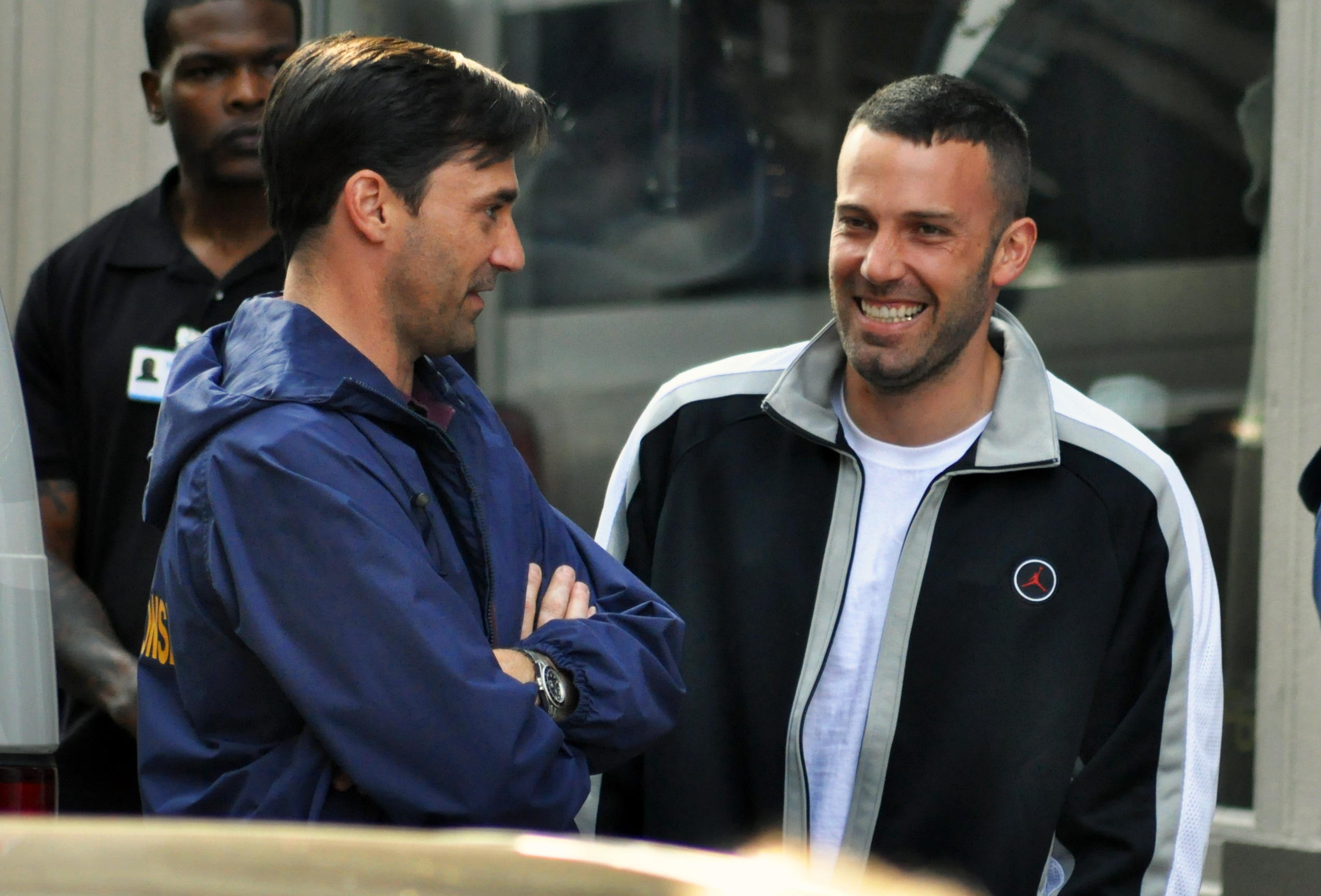
Skådespelarna Jon Hamm och Ben Affleck under inspelningen av The Town.

- Jeremy Renner - James "Jem" Coughlin
- Blake Lively - Krista Coughlin
- Chris Cooper as Stephen MacRay
- Slaine - Albert "Gloansy" Magloan
- Titus Welliver - Dino Ciampa
- Pete Postlethwaite - Fergus "Fergie" Colm
- Owen Burke - Desmond "Dez" Elden
- Edward O'Keefe - Morton Previt